# Un cavalier faisant faire la volte à un cheval
Un cavalier faisant faire la volte à un cheval  est une eau-forte créée entre 1669 et 1717 par l'artiste néerlandais Dirk Maas. Elle fait partie d'une suite de neuf gravures intitulée Le Manège. Le musée Condé de Chantilly et le Rijksmuseum Amsterdam en possèdent un exemplaire.

## Description
Le cavalier fait réaliser à son cheval une volte d'un diamètre de 6 à 10 mètres sur la piste. Dans ce mouvement d'assouplissement, le cheval plie le rein, le dos et les membres supérieurs, relève les antérieurs et chasse les hanches sous le ventre. Le cavalier tient les rênes dans une main, indique le sens du mouvement à son cheval en s'aidant d'une cravache qu'il tient dans l'autre main, en touchant l'antérieur gauche de l'animal.

## Dessin préparatoire
Un dessin préparatoire de cette estampe est conservé au British Museum. Il provient de la collection de John Sheepshanks, industriel dans le textile et grand collectionneur d'œuvres d'art. Dans ce dessin, les mains du cavalier guident le cheval. Dirk Maas dessine deux fois la main qui porte la cravache sur le côté droit de la feuille, orientant différemment les doigts et le cravache pour juger de la meilleure manière de les représenter. Il détaille la main droite qui tient les rênes en haut à gauche.

## L'École d'équitation

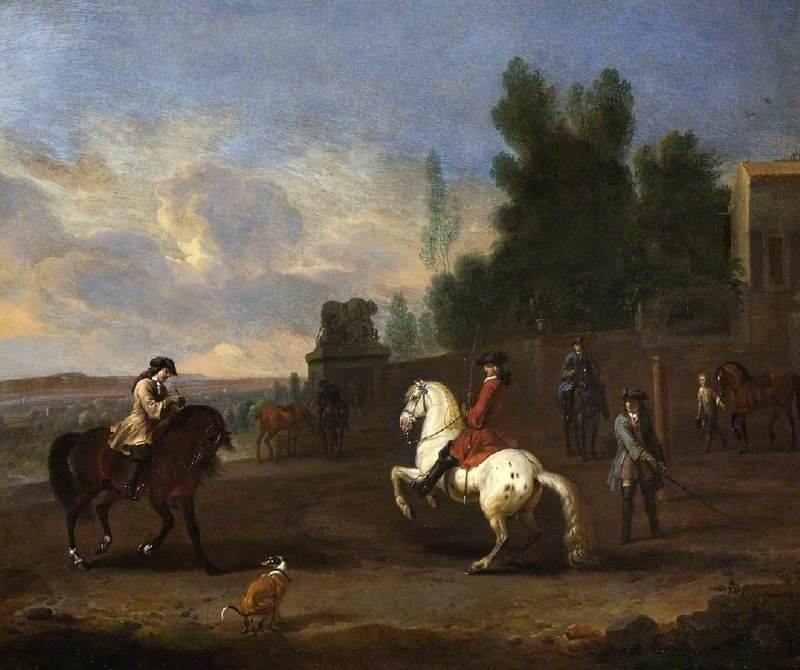
L'École d'équitation, Fitzwilliam Museum.

Le Fitzwilliam Museum de Cambridge conserve une peinture à l'huile sur toile de Dirk Maas intitulée L'École d'équitation ou Le Manège, qui représente des cavaliers effectuant des figures de haute école. Le cavalier à gauche reprend la même position que celui gravé par l'artiste pour la volte.